# Bertha Paulissen-Willen
Bertha Paulissen-Willen (Geleen, 27 september 1922 – aldaar, 17 september 2002) was de eerste vrouwelijke wethouder van Geleen. Ze was een van de initiatiefnemers van het Limburgs Vastelaovesleedjes Konkoer.

## Levensloop
Paulissen-Willen werd geboren als zesde kind van Joannes (Sjeng) Willen en Maria Christina Baggen. Haar ouders kregen twaalf kinderen, waarvan er vijf al op jeugdige leeftijd overleden. Ze deed enkele jaren MULO, maar verliet deze voortijdig om haar zieke moeder thuis te helpen in de huishouding. Ze trouwde op 23 mei 1951 in Geleen met Ben Paulissen. Het paar vestigde zich in Oud-Geleen en bestierden een kruidenierswinkel. Zij kregen vier kinderen. 
Paulissen-Willen overleed op 17 september 2002, tien dagen voor haar tachtigste verjaardag.

## Politieke loopbaan
Haar vader was mijnwerker en vakbondsman. Ze werd lid van de KVP en werd in 1966 gekozen met voorkeursstemmen in de gemeenteraad van Geleen. Tot 1990 bleef Paulissen-Willen politiek actief, eerst voor de KVP dat later het CDA werd en later voor de plaatselijke partij Aktie en Vernieuwing. In het jaar 1978 werd ze als eerste vrouwelijke wethouder gekozen met de portefeuille sport, onderwijs, cultuur en jeugdzaken. Haar benoeming leidde tot een politieke rel die de landelijke kranten haalde.

## Het Limburgs Vastelaovesleedskonkoer
Op de schaal van de gemeente Geleen, maar ook die van de hele provincie nam Paulissen-Willen initiatieven om het Limburgs dialect en muziek te promoten Het stoorde Paulissen-Willen in hoge mate dat de “Hollandse” carnavalsliedjes te veel de overhand dreigden te krijgen en wilde een halt toe roepen aan deze “carnavalsvervuiling” in Limburg. Eén van haar initiatieven was het in eigen beheer uitbrengen van een boekje met meer dan 150 liedjes uit heel Limburg in 1973. Van de oplage van 1.500 stuks werden er 1.000 verkocht. 
Op Vastelaoves-dinsdag in Sweikhuizen, in het jaar 1975 raakte Paulissen-Willen in gesprek met Bert Salden en werd het initiatief genomen om een Limburgse wedstrijd te organiseren. De twee vormden een comité samen met Desiree Meijers, Jean Innemee en Harry Schenkelaars. Zo werd het eerste Limburgs Vastelaovesleedjes Konkoer gehouden op donderdag 18 november 1976 in de Hanenhof in Geleen. Met haar belangrijke rol in de oprichting van het LVK en het tot groei laten komen ervan kreeg ze bekendheid in heel Limburg
In 2004 werd de eerste prijs van het concours naar haar vernoemd, de Bertha Paulissen Wisseltrofee.
In 2015 werd het Geleens Vastelaovesleedjeskonkoer gewonnen door Irene Lardy met een ode aan Paulissen-Willen: 'Zoa haet ’t Bertha bedoeld!' (tekst Guus Steinen).

## Initiatieven en bestuursfuncties
- Oprichting gidsenvereniging (scoutinggroep voor meisjes) in Oud-Geleen in 1944 en bestuurslid tot circa 1951
- Gemeenteraadslid Geleen van 1966-1978 en 1982-1990
- Wethouder Geleen 1978 t/m 1982[19]
- Organisatie van de Geleense dialectdag vanaf 1978 t/m 1996.[20]
- Vanaf begin jaren 70, samen met Hub Vinken, de organisatie van de intocht van Sint Nicolaas voor heel Geleen
- Bestuurslid van de Oranjevereniging van 1971 t/m 1996
- Voorzitter van Ontspanningsvereniging Lichaamlijke Gehandicapten Westelijke Mijnstreek (OVLGWM) in 1977[bron?][21]
- Oprichting van het LVK, het Limburgs Vastelaovesleedjes Konkoer, in 1975, samen met Desiree Meijers, Jean Innemee, Harry Schenkelaars en Bert Salden
- Oprichting van de Heemkundevereniging in 1979, samen met Ad Hoogenboom, Geleen
- Oprichting van de Waereldsjtadkènjer in 1982, samen met Lies Willen-Ruers, Els Lennertz en Truus Spee, een zanggroep van dames met als doel het deelnemen aan liedjesconcoursen en optredens bij verenigingen

## Onderscheidingen
- Piet Giesberts herinneringsmedaille, 1975[22]
- Ridder in de Orde van Oranje-Nassau, 1988[23]
- Erepenning in zilver van de gemeente Geleen, 1990
- Oorkonde van de Bond van Oranjeverenigingen, 1998

## Trivia
- Paulissen-Willen speelde amateurtoneel bij de Toneelgroep Geleen.[24][25]
- In maart 1967 verscheen ze in carnavalskostuum in de raadszaal voor een vergadering van de gemeenteraad Geleen.[26]
- Ze speelde een rol in de speelfilm De Jas, in première gegaan in 1989.[27]